# Ida Ougoummad
Ida Ougoummad (franska: Ida Ougoummad (CR), Ida Ougoummad (Commune Rurale), arabiska: ادا وكيلال) är en kommun i Marocko.   Den ligger i provinsen Taroudannt och regionen Souss-Massa, i den centrala delen av landet, 400 km söder om huvudstaden Rabat. Antalet invånare är 5 382.